# EA Digital Illusions CE
Az Electronic Arts Digital Illusions Creative Entertainment (EA DICE) egy svéd videójáték fejlesztő vállalat, mely teljes egészében a Electronic Arts tulajdonát képezi. Leginkább a Battlefield sorozatnak, illetve a Mirror’s Edge című játéknak köszönhetően váltak ismertté.

## Történet
A DICE 1992-ben alapult Växjö városában, a négy alapító tag, Ulf Mandorff, Olof Gustafsson, Fredrik Liliegren és Andreas Axelsson korábban a The Silents névre hallgató democsapat tagjai voltak.
Viszonylag hosszú ideig a vállalat irodája egy kis kollégiumi szoba volt, amikor a csapat tagjai még a växjöi egyetem diákjai voltak. (2010-ben a växjöi és a kalmari egyetemek egyesülése nyomán jött létre a Linnaeus egyetem.) Akkoriban az Amiga platformra megjelenő flipperes játékokkal vívtak ki maguknak elismerést, mint például a Pinball Dreams, a Pinball Fantasies és a Pinball Illusions. A Digital Illusions HB hivatalos megalapításra 1992 májusáig kellett várni, 1993 januárjában pedig Digital Illusions CE AB lett a cég neve. 1994-ben a cég székhelyét Göteborg városába helyezték át, majd 2005-ben a fővárosba, Stockholmba költöztek, a Refraction Games korábbi irodájába. A céget 1998-tól jegyzik a stockholmi tőzsdén.
2000-ben vásárolták fel teljesen a szintén svéd Refraction Games vállalatot, akik a Codename Eagle elkészítéséért voltak felelősek, ami körül ugyan kialakult egy kisebb rajongótábor, a valódi hírnevet a Battlefield 1942 és a folytatásaiból létrejövő Battlefield sorozat hozta meg számukra.
A terjeszkedést tovább folytatták 2000-ben a Synergenix Interactive fejlesztő-vállalatban szereztek 90%-os részesedést, míg 2001 márciusában felvásárolták a kanadai London városában székelő Sandbox Studios vállalatot, ami ezután felvette a Digital Illusions Canada nevet. 2004 szeptemberében a Battlefield 1942 játékhoz készült Desert Combat modot fejlesztő csapat, a New York-i Trauma Studios került a tulajdonukba. A Battlefield 2142 készítésekor megpróbálták ezeket a fejlesztőket átcsoportosítani Svédországba, de ők ellenkeztek, így a stúdiót bezárták. (Később azok a fejlesztők megalapították a Kaos Studiost, és a THQ számára elkészítették a Frontlines: Fuel of War és a Homefront című játékokat, azonban 2011-ben a kiadó feloszlatta a csapatot.)
Több játékuk az eredetileg a Refraction Games által készített Refractor motort használta, saját fejlesztésű Frostbite grafikus motorjuk a 2008-ban konzolokra megjelenő Battlefield: Bad Company játékban mutatkozott be.

### A cég felvásárlása
A vállalat felvásárlására már korábban tett lépéseket az Electronic Arts, 2003 márciusában a 19%-os részesedésük volt a vállalatból, 2004 novemberében pedig bejelentik, hogy szándékukban áll a Digital Illusions CE összes részvényét darabonként 61 koronáért megvásárolni. A DICE igazgatótanácsa azt javasolta a részvényeseknek, hogy fogadják el az ajánlatot. 2005. március 31-én az Electronic Arts már a cég 62%-os többségi tulajdonosa volt.
A felvásárlás 2006. október 2-án zárult le, az Electronic Arts 67,75 SEK részvényenkénti árfolyamon felvásárolta a fennmaradó 2,6 millió részvényt, így összesen 175,5 millió svéd koronáért a vállalat 100%-os tulajdonosa lett. Felvették az EA Digital Illusions CE nevet, a korábbi vezérigazgató, Patrick Söderlund az EA Studio általános menedzsere lett. A DICE Canada, ami ekkor a svéd vállalat egyik társalapítójának, Fredrik Liliegrennek a vezetése alatt állt, a felvásárlást követően bezárt.

## Játékok
| Játék címe                               | Kiadás éve | Platformok                                                          | Megjegyzések                                        |
| ---------------------------------------- | ---------- | ------------------------------------------------------------------- | --------------------------------------------------- |
| Sword Maker Pro                          | 1991       | Intellivision                                                       |                                                     |
| Pinball Dreams                           | 1992       | Amiga                                                               |                                                     |
| Pinball Fantasies                        | 1992       | Amiga, MS-DOS                                                       |                                                     |
| Benefactor                               | 1994       | Amiga                                                               |                                                     |
| Pinball Illusions                        | 1995       | Amiga, MS-DOS                                                       |                                                     |
| True Pinball                             | 1996       | PlayStation, Sega Saturn                                            |                                                     |
| S40 Racing                               | 1997       | Microsoft Windows                                                   |                                                     |
| Motorhead                                | 1998       | Microsoft Windows, PlayStation                                      |                                                     |
| STCC                                     | 1999       | Microsoft Windows                                                   |                                                     |
| STCC 2                                   | 2000       | Microsoft Windows                                                   |                                                     |
| Rally Masters                            | 2000       | Microsoft Windows                                                   |                                                     |
| NASCAR Heat                              | 2000       | PlayStation                                                         | Együttműködve a Monster Games vállalattal           |
| Matchbox Emergency Patrol                | 2001       | Microsoft Windows                                                   |                                                     |
| JumpStart Wildlife Safari Field Trip     | 2001       | PlayStation                                                         |                                                     |
| JumpStart Dino Adventure Field Trip      | 2001       | Game Boy Color                                                      |                                                     |
| Diva Starz: Mall Mania                   | 2001       | Game Boy Color                                                      |                                                     |
| Shrek                                    | 2001       | Xbox                                                                |                                                     |
| Rallisport Challenge                     | 2002       | Microsoft Windows, Xbox                                             |                                                     |
| Battlefield 1942                         | 2002       | Microsoft Windows, OS X                                             |                                                     |
| Shrek Extra Large                        | 2002       | GameCube                                                            |                                                     |
| Battlefield 1942: The Road to Rome       | 2003       | Microsoft Windows, OS X                                             | Kiegészítő lemez                                    |
| Midtown Madness 3                        | 2003       | Xbox                                                                |                                                     |
| Battlefield 1942: Secret Weapons of WWII | 2003       | Microsoft Windows, OS X                                             | Kiegészítő lemez                                    |
| Battlefield Vietnam                      | 2004       | Microsoft Windows                                                   |                                                     |
| Rallisport Challenge 2                   | 2004       | Xbox                                                                |                                                     |
| Battlefield 2                            | 2005       | Microsoft Windows                                                   |                                                     |
| Battlefield 2: Modern Combat             | 2005       | PlayStation 2, Xbox, Xbox 360                                       |                                                     |
| Battlefield 2: Special Forces            | 2005       | Microsoft Windows                                                   | Kiegészítő lemez                                    |
| Battlefield 2: Euro Force                | 2006       | Microsoft Windows                                                   | Letölthető tartalom                                 |
| Battlefield 2: Armored Fury              | 2006       | Microsoft Windows                                                   | Letölthető tartalom                                 |
| Battlefield 2142                         | 2006       | Microsoft Windows, OS X                                             |                                                     |
| Battlefield 2142: Northern Strike        | 2007       | Microsoft Windows, OS X                                             | Letölthető tartalom                                 |
| Battlefield: Bad Company                 | 2008       | PlayStation 3, Xbox 360                                             |                                                     |
| Mirror’s Edge                            | 2008       | Microsoft Windows, PlayStation 3, Xbox 360, iOS                     |                                                     |
| Battlefield Heroes                       | 2009       | Microsoft Windows                                                   | Együttműködve az Easy Studios vállalattal, ingyenes |
| Battlefield 1943                         | 2009       | Xbox 360 (XBLA), PlayStation 3 (PSN)                                |                                                     |
| Battlefield: Bad Company 2               | 2010       | Microsoft Windows, PlayStation 3, Xbox 360, iOS                     |                                                     |
| Battlefield Online                       | 2010       | Microsoft Windows                                                   | Együttműködve a Neowiz Games vállalattal, ingyenes  |
| Medal of Honor                           | 2010       | Microsoft Windows, PlayStation 3, Xbox 360                          | Többjátékos mód                                     |
| Battlefield: Bad Company 2: Vietnam      | 2010       | Microsoft Windows, PlayStation 3, Xbox 360                          | Letölthető tartalom                                 |
| Battlefield Play4Free                    | 2011       | Microsoft Windows                                                   | Együttműködve az Easy Studios vállalattal, ingyenes |
| Battlefield 3                            | 2011       | Microsoft Windows, PlayStation 3, Xbox 360                          |                                                     |
| Battlefield 3: Back to Karkand           | 2011       | Microsoft Windows, PlayStation 3, Xbox 360                          | Kiegészítő                                          |
| Battlefield 3: Close Quarters            | 2012       | Microsoft Windows, PlayStation 3, Xbox 360                          | Kiegészítő                                          |
| Battlefield 3: Armored Kill              | 2012       | Microsoft Windows, PlayStation 3, Xbox 360                          | Kiegészítő                                          |
| Battlefield 3: Aftermath                 | 2012       | Microsoft Windows, PlayStation 3, Xbox 360                          | Kiegészítő                                          |
| Battlefield 3: End Game                  | 2013       | Microsoft Windows, PlayStation 3, Xbox 360                          | Kiegészítő                                          |
| Battlefield 4                            | 2013       | Microsoft Windows, PlayStation 3, Xbox 360, Xbox One, PlayStation 4 |                                                     |
| Battlefield 4: China Rising              | 2013       | Microsoft Windows, PlayStation 3, PlayStation 4, Xbox 360, Xbox One | Kiegészítő                                          |
| Battlefield 4: Second Assault            | 2014       | Microsoft Windows, PlayStation 3, PlayStation 4, Xbox 360, Xbox One | Kiegészítő                                          |
| Battlefield 4: Naval Strike              | 2014       | Microsoft Windows, PlayStation 3, PlayStation 4, Xbox 360, Xbox One | Kiegészítő                                          |
| Battlefield 4: Dragon’s Teeth            | 2014       | Microsoft Windows, PlayStation 3, PlayStation 4, Xbox 360, Xbox One | Kiegészítő                                          |
| Battlefield 4: Final Stand               | 2014       | Microsoft Windows, PlayStation 3, PlayStation 4, Xbox 360, Xbox One | Kiegészítő                                          |
| Battlefield Hardline                     | 2015       | Microsoft Windows, PlayStation 3, PlayStation 4, Xbox 360, Xbox One | Együttműködve a Visceral Games vállalattal          |
| Star Wars: Battlefront                   | 2015       | Microsoft Windows, PlayStation 4, Xbox One                          |                                                     |
| Mirror’s Edge: Catalyst                  | 2016       | Microsoft Windows, PlayStation 4, Xbox One                          |                                                     |

## Fordítás
- Ez a szócikk részben vagy egészben  az   EA Digital Illusions CE című angol Wikipédia-szócikk fordításán alapul.  Az eredeti cikk szerkesztőit annak laptörténete sorolja fel. Ez a jelzés csupán a megfogalmazás eredetét és a szerzői jogokat jelzi, nem szolgál a cikkben szereplő információk forrásmegjelöléseként.